# NGC 2409
NGC 2409 (również Bochum 4) – gromada otwarta znajdująca się w gwiazdozbiorze Rufy. Odkrył ją John Herschel 12 lutego 1836 roku. Jest położona w odległości ok. 7,5 tys. lat świetlnych od Słońca.